# Christina Rosenvinge
Christina Rosenvinge   (Madrid, 29 de maig de 1964) és una cantant i compositora espanyola.
De pares danesos, va destacar com a adolescent amb Ella y Los Neumáticos, Álex & Christina amb la seva llavors parella Álex de la Nuez, o Christina y Los Subterráneos. Va compartir sessions de gravació i concerts amb Steve Shelley i el guitarrista Lee Ranaldo de Sonic Youth just després de traslladar-se a Nova York el 1999. Va enregistrar tres àlbums en anglès editats per Smells Like Records abans de tornar a Espanya. El 2018 va ser guardonada amb el Premio Nacional de las Músicas Actuales. Interpreta tot tipus d'estils com noise, tango, bolero i pop. El 2018 va publicar l'àlbum, Un hombre rubio on revisa clixés sobre la masculinitat i és un homenatge al seu pare.

## Discografia
Amb Álex & Christina
- Alex y Christina (1987)
- El ángel y el diablo (1989)

Amb Christina y Los Subterráneos
- Que me parta un rayo (1992)
- Mi pequeño animal (1994)

Solo
- Cerrado (1997)
- Flores raras (1998)
- Frozen Pool (16 gener 2001) Smells Like Records
- Foreign Land (2002)
- Continental 62 (20 febrer 2006)
- Alguien que cuide de mí – Grandes éxitos (2007)
- Verano fatal (2007) with Nacho Vegas
- Tu labio superior (2008)[2]
- Tu labio inferior (2008)
- La joven Dolores (2011)[2]
- Un caso sin resolver (2011)
- Lo nuestro (2015), amb Raül Fernández ‘Refree’[2]
- Un hombre rubio (2018)[2]